# Franz Kaiser
Franz Kaiser (Wiesbaden, 25 aprile 1891 – Wiesbaden, 13 marzo 1962) è stato un astronomo tedesco.
Kaiser lavorò all'Osservatorio di Heidelberg-Königstuhl dal 1911 al 1914, mentre era impegnato per il suo Ph.D., che ottenne nel 1915. In quel periodo, Heidelberg fu un centro di scoperta di asteroidi, e Kaiser ne scoprì un buon numero durante la sua permanenza all'osservatorio. Nel 1925 Kaiser insieme ad astrofili locali fondò l'Astronomical Society of URANIA Wiesbaden, un'associazione astronomica amatoriale che ad oggi è una delle più antiche associazioni del suo genere in Germania che gestisce l'osservatorio cittadino.
L'asteroide 3183 Franzkaiser è stato intitolato al suo nome.

## Asteroidi scoperti
Kaiser ha scoperto 21 asteroidi:
| Asteroide        | Designaz. provv. | Data della scoperta |
| ---------------- | ---------------- | ------------------- |
| 717 Wisibada     | 1911 MJ          | 26 agosto 1911      |
| 1265 Schweikarda | 1911 MV          | 18 ottobre 1911     |
| 720 Bohlinia     | 1911 MW          | 18 ottobre 1911     |
| 721 Tabora       | 1911 MZ          | 18 ottobre 1911     |
| 738 Alagasta     | 1913 QO          | 7 gennaio 1913      |
| 742 Edisona      | 1913 QU          | 23 febbraio 1913    |
| 743 Eugenisis    | 1913 QV          | 25 febbraio 1913    |
| 745 Mauritia     | 1913 QX          | 1º marzo 1913       |
| 746 Marlu        | 1913 QY          | 1º marzo 1913       |
| 759 Vinifera     | 1913 SJ          | 26 agosto 1913      |
| 760 Massinga     | 1913 SL          | 28 agosto 1913      |
| 761 Brendelia    | 1913 SO          | 8 settembre 1913    |
| 763 Cupido       | 1913 ST          | 25 settembre 1913   |
| 764 Gedania      | 1913 SU          | 26 settembre 1913   |
| 765 Mattiaca     | 1913 SV          | 26 settembre 1913   |
| 766 Moguntia     | 1913 SW          | 29 settembre 1913   |
| 773 Irmintraud   | 1913 TV          | 22 dicembre 1913    |
| 777 Gutemberga   | 1914 TZ          | 24 gennaio 1914     |
| 778 Theobalda    | 1914 UA          | 25 gennaio 1914     |
| 786 Bredichina   | 1914 UO          | 20 aprile 1914      |
| 788 Hohensteina  | 1914 UR          | 28 aprile 1914      |